# Havre de Shédiac
Pour les articles homonymes, voir Shédiac (homonymie).
46° 22′ N, 64° 53′ O
Le havre de Shédiac est un havre canadien situé à l'est de la ville de Shédiac, au Nouveau-Brunswick, la baie étant un sous-bassin du détroit de Northumberland. Le port de Shédiac est un petit port de pêche, mais avait autrefois une grande  importance stratégique, étant le terminus du premier chemin de fer dans la province.

## Description
Le Havre de Shédiac est situé à environ 50 km au nord-est de Moncton, le centre de population le plus proche étant Shédiac. Une grande île se trouve dans la baie, l'île de Shediac, et une grande plage, Parlee Beach, qui le longe. La baie contient le port de Shediac qui est une zone de navigation et de pêche populaire. 
Les principaux cours d'eau alimentant la baie sont la rivière Shediac, le ruisseau Bateman et la rivière Scoudouc.
L'Île-au-Crâne est une petite île au sein du havre. Son nom provient de la découverte de crânes sur les lieux par des archéologues. La population de l'île était autrefois composée de Micmacs et de soldats français. En 2017, l'Ouragan Dorian a accéléré l'ériosion de l'île.

## Divers
- La Garde côtière canadienne maintient une station d'embarcations de sauvetage côtier (GCC IRB Shediac) à la Pointe-du-Chêne.
- La baie était une escale pour le vol de masse transatlantique d'Italo Balbo en 1933.

## Pages connexes
Eléments notables à proximité :
- Parc provincial de la Plage-Parlee
- Pointe-du-Chêne
- Grand Shediac (en)